# Cuentos de un soñador
Cuentos de un soñador (en inglés A Dreamer's Tales) es el quinto libro del escritor de fantasía irlandés Lord Dunsany, considerado una gran influencia en el trabajo de J. R. R. Tolkien, H. P. Lovecraft, Ursula K. Le Guin y otros.

## Publicación
Fue publicado por primera vez en tapa dura por George Allen & Sons en septiembre de 1910 y ha sido reimpreso varias veces desde entonces. Publicado por la Modern Library en 1917 en una edición combinada con The Sword of Welleran and Other Stories como A Dreamer's Tales and Other Stories.
La obra es en realidad el cuarto trabajo principal de Dunsany, ya que su libro anterior, The Fortress Unvanquishable, Save for Sacnoth (marzo de 1910) era un "chapbook" que reimprimía una sola historia de su colección previa The Sword of Welleran and Other Stories (octubre de 1908).
En común con la mayoría de los primeros libros de Dunsany, Cuentos de un soñador es una colección de cuentos fantásticos.

## Contenido
- "Prefacio"
- "Poltarnees, Beholder of Ocean"
- "Blagdaross"
- "The Madness of Andelsprutz"
- "Where the Tides Ebb and Flow"
- "Bethmoora"
- "Idle Days on the Yann"
- "The Sword and the Idol"
- "The Idle City"
- "The Hashish Man"
- "Poor Old Bill"
- "The Beggars"
- "Carcassonne"
- "In Zaccarath"
- "The Field"
- "The Day of the Poll"
- "The Unhappy Body"

## Edición en castellano
- Cuentos de un soñador, y otras fantasías. Colección Gótica 116. Cartoné, 528 páginas, traducción de Francisco Torres Oliver y Juan Antonio Molina Foix. Incluye Los dioses de Pegãna (1905), El tiempo y los dioses (1906), Cuentos de un soñador (1910), El libro de los prodigios (1912) y El postrer libro de los prodigios (1916). Editorial Valdemar. 2019. ISBN 978-84-7702-898-7.
- Cuentos de un soñador. Alianza Editorial. 2007. ISBN 978-84-206-6160-5.